# Sangiaccato di Bihać
Il sangiaccato di Bihać (in bosniaco Bihaćki sandžak / Бихаћки санџа, in turco Bihaç Sancağı) era uno dei sangiaccati dell'Impero ottomano, fondato tra il 1592 e il 1620 come parte del Pascialato di Bosnia.

## Storia

### Sangiaccato di Bihać (1592-1711)

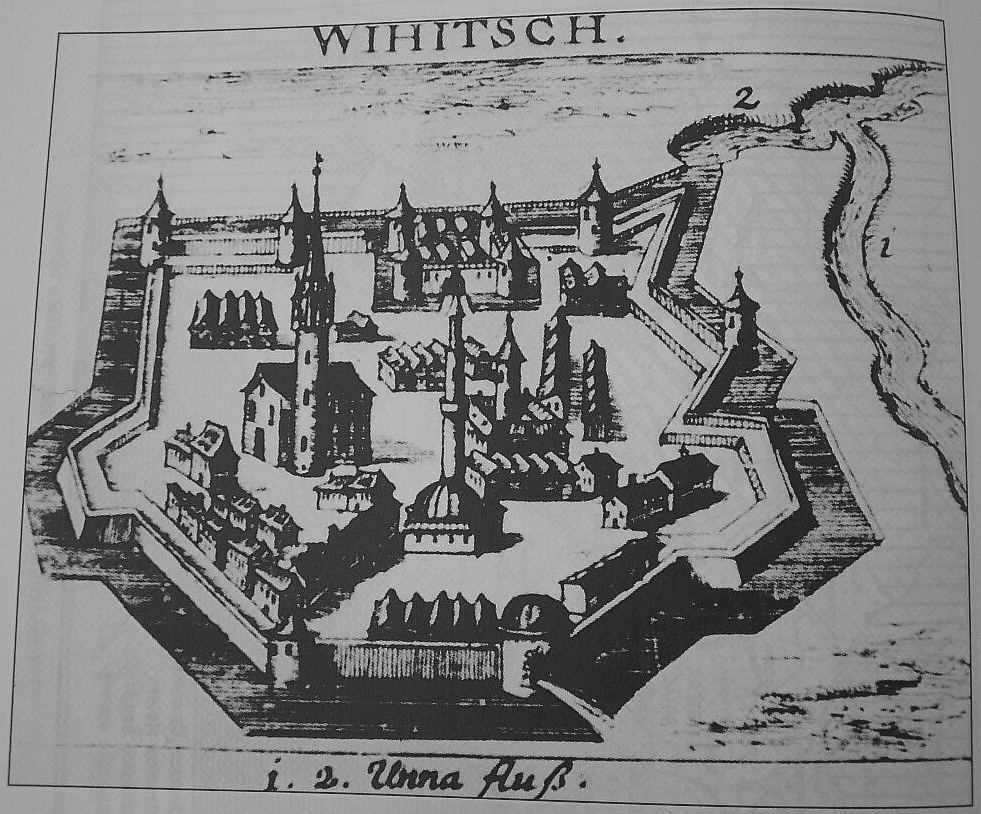
Bihac nel 1686

Il sangiaccato fu fondato tra la caduta di Bihac il 12 giugno 1592 e il 1620, quando fu menzionato per la prima volta. A metà del XVII secolo fu abolito e annesso al sangiaccato di Bosnia o a quello di Lika. Alla fine del XVII secolo il sangiaccato fu nuovamente rifondato e poi abolito nel 1711. Alla fine del XVII secolo comprendeva solo due kaza (distretti): Kamengrad e Bihac. Il kadiluk di Kamengrad fu menzionato per la prima volta nel 1574 come parte del sangiaccato di Bosnia, e poco dopo fu annesso al sangiaccato di Clissa dove rimase fino alla fondazione del sangiaccato di Bihać. Sono citate le seguenti nahija (sotto-distretti): Kamengrad, Unac, Bilaj, Bjelak, Vodenica, Ključ, Sana, Soko e Sanica. Il kadiluk di Bihać fu menzionato per la prima volta solo nel 1619. Sul territorio di questo kadiluk c'erano le città di Bihać, Izačić, Benkovac, Sokolac, Ripač, Jasenica, Mutnik, Bužim, Cazin, Tržac e altre.

### Kajmakamluk di Bihać (1850-1865)
Durante il regno di Omar Pascià (1850-1852), fu fondato il kajmakamluk di Bihać, un altro tipo di divisione amministrativa consistente in dieci mudirluk (uffici distrettuali): Bihać, Novosel o Kulen Vakuf (con Petrovac e Unac), Ostrožac o Cazin, Krupa (con Bužina), Stari Majdan, Prijedor, Kozarac, Dubica, Kljuc, Novi.

### Sangiaccato di Bihać (1865-1878)
In seguito alle riforme amministrative il sangiaccato di Bihać venne comprese nel 1865 nel vilayet di Bosnia. Il sangiaccato era diviso in otto kaza: Bihać, Petrovac, Ostrožac (con sede a Cazin), Kostajnica, Stari Majdan, Prijedor, Krupa e Ključ. Dopo la guerra russo-turca, con il Congresso di Berlino tenutosi il 13 luglio 1878, il sangiaccato passò all'impero austro-ungarico insieme a tutta la Bosnia.